# Lycosa vellutina
Lycosa vellutina là một loài nhện trong họ Lycosidae.
Loài này thuộc chi Lycosa. Lycosa vellutina được Cândido Firmino de Mello-Leitão miêu tả năm 1941.